# Psyllobetina cumberlandica
Psyllobetina cumberlandica är en nattsländeart som beskrevs av Arturs Neboiss 1962. Psyllobetina cumberlandica ingår i släktet Psyllobetina och familjen Hydrobiosidae. Inga underarter finns listade i Catalogue of Life.